# Světlá nad Sázavou (zámek)
Zámek Světlá nad Sázavou stojí v Zámecké ulici ve Světlé nad Sázavou, na levém břehu Sázavy, několik metrů od centra města. Od roku 1963 je chráněn jako kulturní památka.

## Historie
Pravděpodobně v roce 1385 získal Světlou od kláštera ve Vilémově do zástavy Albert ze Šternberka, jehož syn Štěpán zde v roce 1393 nechal postavit tvrz. Po zániku kláštera v roce 1421 přešly veškeré majetky na českého krále, od něhož Světlou v roce 1429 získal Mikuláš Trčka z Lípy. V roce 1567 ji Burian Trčka z Lípy nechal přestavět na lovecký zámeček. Další úpravy pak provedli v letech 1668–1672 Jan Bartoloměj Vernier a především okolo roku 1737 hrabě František Antonín Černín z Chudenic, od něhož jej v roce 1748 zakoupil Filip Krakovský z Kolovrat. Během napoleonských válek sloužil zámek jako lazaret, mrtví bývali pohřbíváni na pastvině u nedaleké Dolní Březinky. Po roce 1817 za Františka Josefa Zichyho z Vazsonykeö přibylo západní, empírové, křídlo, které uzavíralo nádvoří, a také štuková erbovní výzdoba v rytířském sále. Současnou podobu zámku vtiskl František Josef ze Salm-Reifferscheidtu během novorenesanční přestavby v letech 1868–1873, na které se podílel vídeňský sochař Josef Gasser a vedl ji vídeňský architekt Svatoš. Za druhé světové války jej využívala německá armáda, po konfiskaci v roce 1945 ji nahradila československá armáda. Od 50. let zde bývala zemědělská škola, která v roce 2011 na zámku skončila. Dnes se v části zámku nachází Muzeum Světelska. Kromě toho však zámek nabízí 4 prohlídkové okruhy: I. Expozice historického skla odkazuje na bohatou tradici sklářství na Světelsku. II. okruh představuje expozici historických hodin, obrazů a plastik.

## Současnost
V červnu 2012 se město domluvilo s vedením kraje Vysočina o výměně zámku za jednu z bytovek v areálu uměleckoprůmyslové akademie a doplacení 12 milionů Kč za rozdíl v ceně nemovitostí. V listopadu téhož roku projevila o zámek zájem společnost Ithaka Development, která v něm chtěla vytvořit domov důchodců. Zároveň přislíbila městu zaplatit potřebných 13 milionů na odkup zámku. V prosinci však společnost nabídku stáhla a do hry vstoupila pardubická stavební firma Ingbau CZ, resp. jeden z jejích jednatelů Igor Malý. V únoru 2013 však z svou nabídku stáhla i pardubická firma a město nabídlo kraji prodloužení pronájmu do září toho roku. Kraj se však rozhodl pronájem prodloužit jen do března. Jelikož se mezitím finanční situace města zlepšila, rozhodlo se jej již odkoupit. V červnu se pak objevili noví zájemci o odkup zámku. Jedním z nich byla i rodina Degerme, která za něj nabídla 17 milionů, druhým pak (opětovně) společnost Ithaka Development s nabídkou 12 milionů. Vedení města dalo přednost právě rodině Degerme, která plánovala zámek zrekonstruovat a vytvořit v něm dvě prohlídkové trasy a část zámku upravit na penzion s restaurací. Na konci července transakci schválilo městské zastupitelstvo.
Od června 2014 je zámek přístupný veřejnosti. Ve stejném roce byla zpřístupněna Expozice historického evropského skla s předměty ze sbírek Uměleckoprůmyslového muzea v Praze. V červnu roku 2015 byl pro veřejnost otevřen nový prohlídkový okruh Expozice historických hodin obrazů a soch, která je sestavena ze sbírek Uměleckoprůmyslového muzea v Praze a Muzea Vysočiny Třebíč. Pro děti jsou připraveny dva dětské prohlídkové okruhy – Dětské království a pohádkový okruh Na Sázavě.
V areálu zámku se nachází zámecká kavárna Ladurée a 18hektarový anglický park s kaskádou rybníků.
| Rok  | Počet návštěvníků |
| ---- | ----------------- |
| 2015 | 6 061             |
| 2017 | 5 528             |

V roce 2018 obdržel zámek třetí místo v kategorii zvláštní cena ministryně pro místní rozvoj za nejlepší turistickou prezentaci na webových stránkách v kategorii turistické atraktivity.
K červnu 2021 byl zámek na prodej. V roce 2022 ho od rodiny Degerme odkoupil hoteliér a vinař Jiří Marian.